# 産業

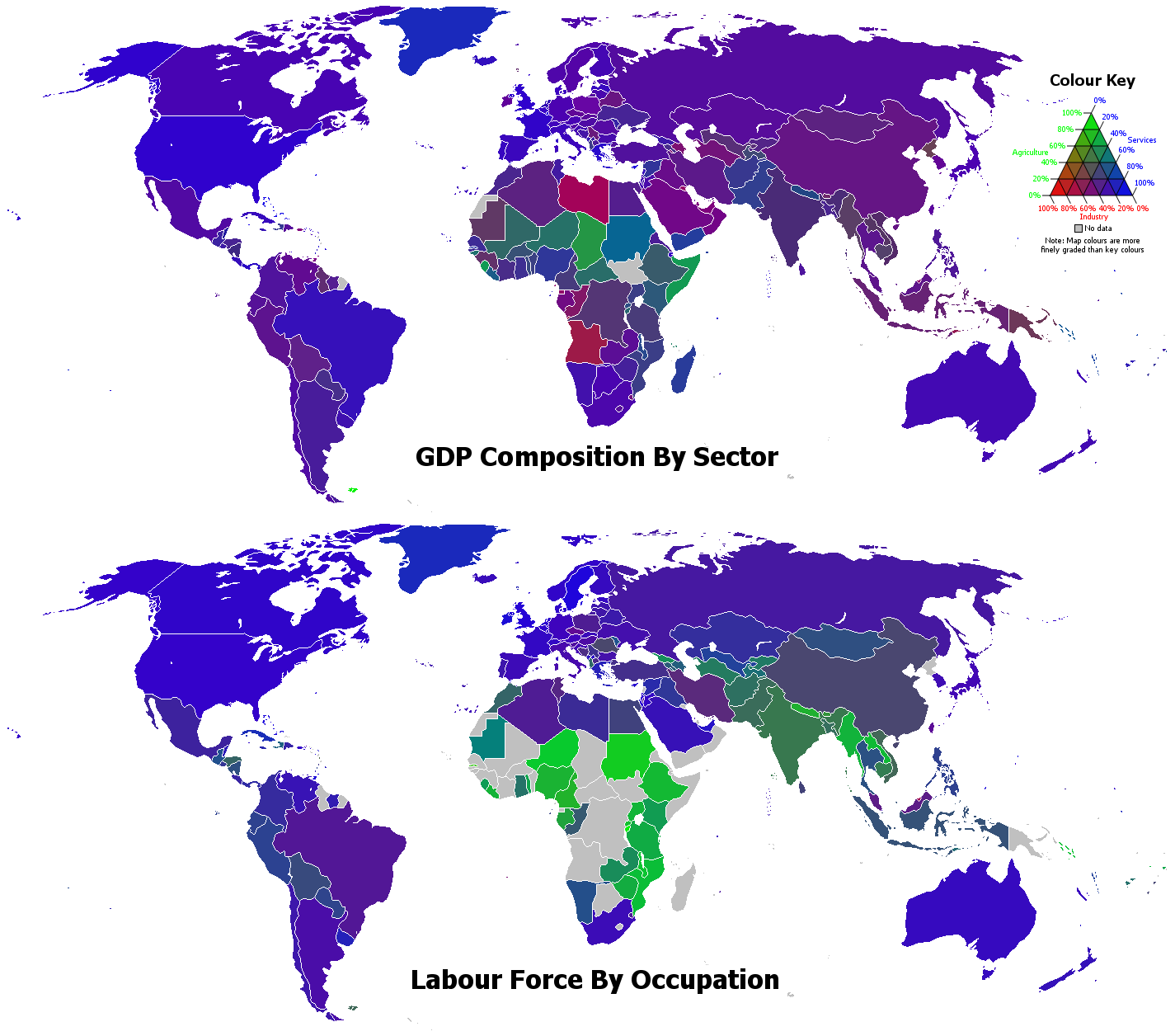
各産業がGDPに占める割合（上図）および、各産業ごとの労働者数の割合（下図）。緑が第一次産業（農林水産業）、赤が第二次産業（鉱工業）、青が第三次産業（サービス業）であり、占める割合が高い産業の色に寄って表示される。GDPの割合ではいくつかの産油国が赤寄り、アフリカ内陸部の数か国が緑寄りの他はおおむね青系の色に寄って表示されている。また、労働者の割合ではアフリカや南アジア・東南アジア諸国が緑系の色で表示されており、第一次産業従事者が多数を占めていることを示している

産業（さんぎょう、羅: industria、英: industry）とは、人々が生活するうえで必要とされるものを生み出したり、提供したりする経済活動のこと。また、経済活動の分類の単位という意味でも使われる。
産業は、社会的な分業として行われる製品・サービスの生産・分配にかかわるすべての活動を意味し、公営・民営のかかわりなく、また営利・非営利のかかわりなく、教育、宗教、公務などの活動をも含む概念である。なお、日本語の「産業」という語は西周によるものとされている。

## 産業分類
産業分類は、分析の枠組みや目的に応じてそれぞれに適した方法が用いられる。基礎的・標準的な分類としては公的な統計において標準産業分類が設定されている。
産業分類は、経済学が学問として確立しはじめた当初から経済学者によって論じられてきた。重農学派のフランソワ・ケネーは『経済表』（1758）において地主階級、生産階級（農業）、不生産階級（商業）の3分類を示し、農業だけが生産的であると考えた。カール・マルクスは『資本論』第2巻（1885）で第一部門（生産財生産部門）と第二部門（消費財生産部門）という産業間分析を行っている。1930年代に入ると、経済発展を産業構造の変化という視点でとらえるようになり、本格的に産業分類が研究されるようになった。

### ホフマンの産業分類
ヴァルター・ホフマン（de:Walther G. Hoffmann）は、経済発展を、消費財を直接に生産する段階から、製造設備などの資本財を作りこれを利用して生産性を高める段階への変化としてとらえた。従って、産業を消費財産業と資本財産業とに分類し、「消費財産業の純生産額」÷「資本財産業の純生産額」（ホフマン比率）を見ることで経済発展の程度がわかると考えた。ホフマンによれば、比率は第1段階では5.0、第2段階では2.5、第3段階では1.0、第4段階ではそれ以下となる。ただしホフマンの方法は、産業連関分析が発達した今日から見れば難点が多いとされている。

### クラークの産業分類
コーリン・クラークは、『経済的進歩の諸条件』（1941）において、産業を第一次産業、第二次産業、第三次産業に3分類し、経済発展につれて第一次産業から第二次産業、第三次産業へと産業がシフトしていくことを示した。これは17世紀にウィリアム・ペティが『政治算術』（1690）で述べた考え方を定式化したもので、両者にちなんで「ペティ＝クラークの法則」と呼ばれる。
- 第一次産業 － 農業、林業、水産業など、狩猟、採集。
- 第二次産業 － 製造業、建設業など、工業生産、加工業。電気・ガス・水道業
- 第三次産業 － 情報通信業、金融業、運輸業、小売業、サービス業など、非物質的な生産業、配分業。

クラークの産業分類に関しては、第三次産業に単純労働が含まれ、後進的な産業が先進的な産業と同じ扱いになっているという批判がある。さらに、経済発展につれて産業内部で生じている構造変化をとらえきれないという弱点がある。また、第三次産業は、公益事業のような資本集約的な産業も、飲食業のような労働集約的な産業も、教育のような知識集約的な産業も含むという雑多な産業の集合体であり、雑多な産業を単一のくくりで単純化することについても批判がある。

### ルイスの2部門モデル
アーサー・ルイスは、開発途上国の経済を伝統的部門（主に伝統的な農業）と近代的部門（資本集約的産業）とに分ける2部門モデルを提案した。ルイスによれば、経済が一定の発展段階に達するまでは伝統的部門からの固定賃金での無制限労働供給が続くため、経済援助の効果がなかなか現れないと説いた。
ルイスのモデルは、ラニスとフェイによって精緻化され、ラニス＝フェイモデルでは、農業部門からの労働力流出によって、経済発展の「第1局面」「第2局面」「第3局面」が訪れ、1人あたり農業所得が上昇してゆくと説明される。

### 軽工業と重工業・素材産業と組み立て産業
製造業は、古典的な分類では食品、繊維などの軽工業と、鉄鋼、機械、化学などの重化学工業とに2分され、工業化の進展に連れて重化学工業の比率が高まってゆくと説明されてきた。しかし1960年代の日本では、重化学工業化率がアメリカやイギリスの同水準に達していながら、製造業の生産性において大きな隔たりがあることが観察されていた。
篠原三代平は、製造業を素材産業と組立て産業とに分類して分析する必要性を指摘した（1967）。篠原によれば、当時の日本では素材産業の大きさに比べて、素材を加工し組み立てる産業が未熟であり、それが工業の生産性の低さに現れていた。こうして、経済発展の指標として高加工度化という分析視点が不可欠とされるようになった。

### ポラトの産業分類
1970年代になると、産業構造の知識集約化という視点が注目されるようになった。これは繊維産業は単純製品からファッション性の高いブランド製品へ、サービス業も単純・反復労働から金融工学やコンサルティングへというように、経済発展につれて同じ産業であってもより知識・技術の集約度の高い方向へと変化し、「物」の生産そのものよりも「情報」の生産がより大きな付加価値を生んでいるという見方である。
マーク・ポラトは、『情報経済入門』（1977）において、情報交換の場として市場と組織内（企業や政府の内部）を考え、市場における情報の供給主体（通常の意味での情報産業）を第1次情報部門、組織内情報の生産活動を第2次情報部門と呼んだ。ポラトはこの枠組みに基づいた産業連関表を作成し、1967年のアメリカ経済では第1次情報部門の付加価値がGNPの25.1パーセント、第2次情報部門が21.1パーセントを占めるとした。

### 輸出産業と国内産業
産業は、その製品・サービスが国際的に取引され国際競争にさらされているか、あるいは主に国内で取引されているかによって、輸出産業と国内産業とに区分される。こうした輸出産業と国内産業という分析視点は日本経済の二重構造を論じる際に用いられる。一般に、日本の代表的な輸出産業である自動車産業やエレクトロニクス産業（ハイテク産業、IT産業）は国際競争力が高いが、建設、農業、医療、金融などの国内産業は生産性が低いと言われる。輸出産業と国内産業との区分は政策や社会環境によっても変わってくる。農産物は国際的に取引されている商品であるが、日本では農業保護政策によって各種の農産物が国際競争から隔離されている。電力は日本では国内産業であるがヨーロッパでは国際取引されている。情報通信業は従来は国内産業と考えられてきたが、情報通信技術の発達を背景に、インドや中国を拠点として遠隔地からサービスを行う動きも出てきている（オフショアリング）。

## 標準産業分類
標準産業分類は、各種の統計間の比較可能性を確保するために、統計調査の対象となる各種産業の標準的な分類体系を定めた統計基準である。国際的には、1948年に国際連合の統計委員会により国際標準産業分類（International Standard Industrial Classification of All Economic Activities、ISIC）が設定されている。各国においても、統計の国際比較を可能にするため、産業分類をできるだけISICに準拠して作成するよう配慮がされている。
日本でも、日本標準産業分類がISICに準拠する形で作成されている。最初の日本標準産業分類は1949年に完成された。その後改定が重ねられたが、2002年に大改定が行われ、情報通信業が新たな産業分類として設定された。

## 上場企業の産業分類

### 証券コードによる業種分類
日本の証券取引所に上場されている企業は、証券コード協議会が定めた統一的な基準により33の業種に分類されている。証券コード協議会は全国の証券取引所により組織され、東京証券取引所が事務局を務めている。
証券コードによる業種分類は基本的には日本標準産業分類に準拠している。毎年の決算書を元に、上場企業の各事業のうち最も売上が大きい事業の業種がその企業の業種とされる。事業内容が大きく変化する場合は、年に2回、所属業種の見直し審査が行われる。

### GICS
Global Industry Classification Standard（世界産業分類基準）の略。1999年にスタンダード&プアーズとMSCIが定めたグローバルな産業分類の一つで、統一的な基準により大きく11のセクター（開始当初は10）、24の産業に分類されている。現在は主に、S&P ダウ・ジョーンズ・インデックスおよびMSCIが使用している。

### ICB
Industrial Classification Benchmark（業種分類ベンチマーク）の略。2005年にFTSEとダウ・ジョーンズが定めたグローバルな産業分類の一つで、統一的な基準により大きく11の産業、20のセクターに分類されている。現在は主に、FTSEラッセル、NASDAQ Inc.、STOXXが使用している。